# Wattakaka
Wattakaka es un género de plantas fanerógamas de la familia Apocynaceae. Contiene ocho especies. Es originario de Asia. Se encuentra en China, India, Malasia, Nepal y Sri Lanka.

## Descripción
Son enredaderas sufrútices o lianas, de 4-8 m de alto; los brotes lenticelados, pubescentes. Látex incoloro. Las hojas largamente pecioladas; herbáceas ,  coriáceas, de 2-20 cm de largo, 1-10 cm de ancho, ampliamente ovadas, basalmente  cordadas o redondeadas, el ápice agudo, glabras o pubescentes.
Las inflorescencias son extra-axilares, solitarias, casi tan largas como las hojas adyacentes, con 10-30 de flores, simples,  colgantes, largamente pedunculadas. Las flores largamente pediceladas y dulcemente perfumadas.

## Especies
| - Wattakaka angustifolia (Hook.f.) S.D.Deshp. - Wattakaka corrugata Stapf - Wattakaka lanceolata (Cooke) A.P.Jagtap & N.P.Singh - Wattakaka pubescens Miq. - Wattakaka sinensis Stapf - Wattakaka viridiflora Hassk. - Wattakaka volubilis Stapf - Wattakaka yunnanensis Tsiang |